# Unforgiven 2006
Unforgiven 2006 è stata l'ottava edizione dell'omonimo pay-per-view prodotto dalla WWE. L'evento, appartenente al roster di Raw, si è svolto il 17 settembre 2006 all'Air Canada Centre di Toronto in Canada.

## Storyline
La faida principale dell'evento fu quella tra John Cena e Edge per il WWE Championship. Nella puntata di Saturday Night's Main Event del 15 luglio, Cena sconfisse Edge per squalifica, mentre a SummerSlam Edge difese il WWE Championship contro Cena in un match in cui il titolo sarebbe cambiato di possessore anche tramite squalifica. Nella puntata di Raw del 21 agosto Lita, la ragazza di Edge, gettò nel mare la cintura del WWE Championship che Cena aveva creato, e Edge la sostituì con una versione uguale con l'unica differenza di avere il logo "Rated-R Superstar" al centro. Quella stessa sera Edge affrontò Jeff Hardy ma il match terminò in un no-contest a causa dell'intervento di Cena ai danni del WWE Champion. La settimana dopo, Edge chiese a Shane McMahon di licenziare Cena per quanto era successo la settimana prima. Cena intervenne e chiese ad Edge un ultimo match per il WWE Championship ad Unforgiven alle seguenti condizioni: se Cena avesse perso, sarebbe stato trasferito a SmackDown!. Edge accettò il tutto, a patto che lui scegliesse la stipulazione dell'incontro, ovvero un Tables, Ladders, and Chairs match.
A SummerSlam, la D-Generation X (Triple H e Shawn Michaels) sconfisse Mr. McMahon e suo figlio Shane. Nella puntata di Raw del 21 agosto, la DX vandalizzò la limousine e l'aereo privato di Vince McMahon. Nella successiva puntata di Raw del 28 agosto i McMahon si vendicarono attaccando brutalmente la DX dopo il loro 3-on-2 Handicap match contro Mr. Kennedy, Finlay e William Regal (appartenenti al roster di SmackDown!), i quali erano intervenuti a SummerSlam in aiuto dei McMahon. Prima che i McMahon potessero attaccare la DX, però, intervenne l'ECW World Champion Big Show ad attaccare Triple H e Michaels, aiutando dunque i McMahon. A seguito dell'assalto, Vince McMahon annunciò che lui, suo figlio Shane e Big Show avrebbero affrontato la DX in un 3-on-2 Handicap Hell in a Cell match ad Unforgiven.
In una puntata di Raw, Lita intervenne in sfavore di Trish Stratus durante il suo match contro Mickie James. Nella puntata di Raw del 7 agosto Lita e Edge sconfissero Trish e Carlito (il quale aveva una relazione con Trish). Nella puntata di Raw del 28 agosto Lita annunciò che Trish si sarebbe ritirata a seguito di Unforgiven, e nella puntata di Raw del 7 settembre Trish sfidò Lita per il WWE Women's Championship (detenuto da Lita) per il suo ultimo match ad Unforgiven.
Nella puntata di Raw del 3 luglio, gli Highlanders (Robbie McAllister e Rory McAllister) debuttarono sconfiggendo la coppia formata da Matt Striker e Rob Conway. In seguito, dopo una serie di vittorie, furono contrapposti ai World Tag Team Champions, la Spirit Squad (Kenny, Mikey, Johnny, Mitch e Nicky). Durante il primo match contro Kenny e Mikey, gli Highlanders non riuscirono ad aggiudicarsi la vittoria a causa dell'intervento degli altri tre membri della Spirit Squad. Successivamente, nell'agosto del 2006, gli Highlanders parteciparono a vari match di coppia finché, nella puntata di Raw del 4 settembre, vinsero un Triple Treath match che includeva anche Charlie Haas e Viscera e Lance Cade e Trevor Murdoch, diventando i contendenti nº1 al World Tag Team Championship della Spirit Squad. Un match tra gli Highlanders e la Spirit Squad per il World Tag Team Championship fu dunque sancito per Unforgiven.

## Evento
Prima della messa in onda dell'evento, Super Crazy sconfisse Shelton Benjamin in un Dark match.

### Match preliminari
L'evento si aprì con il match valevole per l'Intercontinental Championship tra il campione Johnny Nitro e lo sfidante Jeff Hardy. Durante le fasi iniziali dell'incontro, Hardy controllò la contesa contrattaccando le manovre di Nitro. Successivamente Hardy eseguì la Swanton Bomb su Nitro, ma questi si liberò dallo schienamento appoggiando un piede sulle corde del ring. Nel finale Melina (manager di Nitro), senza farsi vedere dall'arbitro, colpì Hardy al volto con il suo stivale, permettendo così allo stesso Nitro di schienarlo per vincere il match e mantenere il titolo.
Il secondo match della serata fu tra Kane e Umaga. Dopo un confronto fisico iniziale, l'incontro si spostò all'esterno del ring. Kane colpì poi Umaga con una clothesline oltre una barricata di sicurezza, facendo finire entrambi tra il pubblico spettatore. Dopo che i due non riuscirono a tornare sul quadrato entro un conteggio di dieci, l'arbitro fece terminare l'incontro con un doppio count-out.
Il match seguente vide la Spirit Squad (rappresentata da Kenny e Mikey) difendere il World Tag Team Championship contro gli Highlanders (Robbie McAllister e Rory McAllister). Dopo un batti e ribatti tra le due squadre, gli altri membri della Spirit Squad (Johnny, Mitch e Nicky), presenti a bordo ring, interferirono in favore dei loro alleati portandoli in vantaggio nei confronti di Rory e Robbie. Nel finale Mikey schienò Rory dopo l'esecuzione di un Facebuster, vincendo il match e mantenendo così i titoli di coppia.

### Match principali
Nel match successivo Big Show, Mr. McMahon e Shane McMahon affrontarono la D-Generation X (Triple H e Shawn Michaels) in un Handicap Hell in a Cell match. Durante le fasi iniziali, la DX controllò la contesa colpendo prima Big Show con un colpo basso per poi lanciare ripetutamente sia Vince che Shane contro le pareti della struttura. In seguito Big Show iniziò a dominare il match in favore suo e dei McMahon, aprendo delle vistose ferite sia al viso di Triple H che di Michaels. Sfruttando l'aiuto di Big Show, Vince permise a Shane di prendere da sotto il ring un bidone dell'immondizia con cui poi lo stesso Shane eseguì il Coast to Coast su Triple H. Dopo che Shane lanciò Triple H contro la struttura con un rocket launcher, Big Show brutalizzò Michaels all'interno del ring colpendolo prima con una vader bomb e poi con un cobra clutch backbreaker. Successivamente la DX riprese le redini dell'incontro dopo aver lanciato Big Show contro la parete della cella. Michaels colpì Shane con un enzuigiri kick, mentre Triple H sorprese Mr. McMahon alle spalle con un colpo basso. Dopo aver eseguito uno spinebuster su Shane, Triple H incastrò una sedia d'acciaio al collo di quest'ultimo permettendo a Michaels di colpirlo con un flying elbow drop; così facendo lo stesso Shane si infortunò. Poco dopo, Big Show tentò di colpire Triple H con dei gradoni d'acciaio, ma questi contrattaccò colpendo due volte Big Show con una sedia d'acciaio. Dopo che Michaels eseguì la Sweet Chin Music su Big Show, Triple H mise il volto di Mr. McMahon sulle natiche dello stesso Big Show. Michaels eseguì poi la Sweet Chin Music anche su Mr. McMahon, il quale venne successivamente colpito alla schiena da Triple H con l'ausilio dello sledgehammer. Triple H schienò quindi Mr. McMahon per aggiudicarsi questo cruento match insieme a Michaels.
Il quinto match della serata fu quello valevole per il Women's Championship tra la campionessa Lita e la sfidante Trish Stratus. Durante le fasi iniziali dell'incontro, la Stratus dominò Lita. Successivamente Lita prese il controllo della contesa dopo che gettò la Stratus all'esterno del ring. La Stratus colpì Lita con una neckbreaker e con il Chick Kick per poi schienarla; tuttavia la stessa Lita si liberò dallo schienamento dopo un conto di due. Nel finale la Stratus applicò la Sharpshooter su Lita per forzarla alla sottomissione, vincendo così il match e il titolo femminile per la settima volta in carriera.
Il match che seguì fu quello tra Carlito e Randy Orton. All'inizio del match, Carlito sputò una mela in faccia ad Orton per poi colpirlo con un dropkick. In seguito Carlito eseguì quattro springboard moonsault su Orton. Successivamente Orton colpì Carlito con una powerslam e con un inverted backbreaker per poi tentare la RKO; tuttavia Carlito contrattaccò la manovra ed eseguì il Backcracker sullo stesso Orton. Dopo che Orton si liberò dallo schienamento, Carlito tentò di eseguire un attacco aereo dalla terza corda ma, mentre stava per eseguirlo, Orton lo colpì con un RKO in mezz'aria. Orton schienò poi Carlito per aggiudicarsi il match.
Il main event fu il Tables, Ladders and Chairs match valevole per il WWE Championship tra il campione Edge e lo sfidante John Cena. Durante le fasi iniziali, Cena si portò in vantaggio nei confronti di Edge. In seguito Edge spezzò il dominio di Cena colpendolo con una neckbreaker. Edge tentò poi di colpire Cena con una sedia d'acciaio, ma questi schivò l'attacco per poi eseguire un fisherman suplex. Successivamente Cena cercò di eseguire un suplex su Edge attraverso due sedie, però il campione contrattaccò schiantando lo stesso Cena attraverso le sedie dopo l'esecuzione di una Edge-O-Matic. Poco dopo, Edge tentò di colpire Cena con una scala, ma quest'ultimo non si scompose e schiantò lo stesso Edge sulla scala dopo l'esecuzione di una hip toss. Cena posò quindi un tavolo al centro del ring per poi tentare di colpire Edge con un superplex; tuttavia il tentativo fallì dopo che Edge si divincolò e gettò lo stesso Cena attraverso il tavolo con una powerslam. Dopodiché Edge colpì Cena con una sedia per poi tentare il con-chair-to che, però, non andò a segno poiché lo stesso Cena eseguì un jumping DDT su Edge sopra alla sedia. In seguito Cena rinchiuse Edge tra i due staggi di una scala per poi applicare su di lui la STFU, arrecandoli parecchi danni. Cena colpì inoltre Edge con un Five Knuckle Shuffle, eseguito dalla cima della scala. Mentre Cena stava impilando due tavoli sul ring, Edge si riprese e lo sorprese con una sediata per poi colpirlo con la Spear.  Dopo un attacco aereo andato a vuoto da parte di Edge, Cena incominciò la scalata verso il titolo; tuttavia il campione si rialzò e salì anch'egli su un'altra scala, posizionata di fronte a quella di Cena, dalla quale si lanciò colpendo in pieno lo stesso Cena con un'altra Spear. Pochi istanti dopo, Cena provò ad eseguire la F-U su Edge, ma questi schivò la manovra aggrappandosi ad una scala per poi salirci sopra. Edge si gettò dunque dalla scala, però Cena lo bloccò al volo per poi lanciarlo contro un'altra scala con una powerbomb. Dopo aver colpito Edge con una violenta sediata all'esterno del ring, Cena iniziò la scalata solitaria verso il WWE Championship; tuttavia Lita interferì in favore di Edge, facendo così cadere Cena dalla scala e schiantandolo allo stesso tempo attraverso un tavolo. Successivamente Edge, approfittando di ciò che era accaduto, salì sulla scala per staccare il titolo; tuttavia un redivivo Cena tornò sul ring per bloccarlo. Lita colpì quindi Cena alla schiena con una sedia ma, così facendo, lo stesso Cena rimbalzò contro la scala su cui era presente Edge, il quale cadde accidentalmente dalla scala andandosi a schiantare attraverso un tavolo, posto all'esterno del quadrato. Colmo di rabbia per l'interferenza a suo sfavore, Cena colpì Lita con la F-U per poi iniziare la scalata verso la cintura. Edge riuscì incredibilmente ad alzarsi per tentare di bloccare Cena; tuttavia quest'ultimo si caricò lo stesso Edge sulle spalle per poi schiantarlo con una F-U dalla cima della scala attraverso i due tavoli impilati in precedenza. Cena staccò poi il WWE Championship dal gancio, conquistandolo per la terza volta, e vincendo così il match.

## Risultati
| #    | Incontri                                                                                        | Stipulazioni                                             | Durata |
| ---- | ----------------------------------------------------------------------------------------------- | -------------------------------------------------------- | ------ |
| Dark | Super Crazy ha sconfitto Shelton Benjamin                                                       | Single match                                             | 7:00   |
| 1    | Johnny Nitro (c) (con Melina) ha sconfitto Jeff Hardy                                           | Single match per il WWE Intercontinental Championship    | 17:36  |
| 2    | Kane vs. Umaga (con Armando Alejandro Estrada) è terminato in no-contest                        | Single match                                             | 7:03   |
| 3    | The Spirit Squad (c) (Kenny e Mikey) (con Johnny, Mitch e Nicky) ha sconfitto The Highlanders   | Tag team match per il World Tag Team Championship        | 9:59   |
| 4    | D-Generation X Shawn Michaels e Triple H) hanno sconfitto Big Show, Shane McMahon e Mr. McMahon | Three-on-two handicap hell in a cell match               | 25:04  |
| 5    | Trish Stratus ha sconfitto Lita (c) per sottomissione                                           | Single match per il WWE Women's Championship             | 11:34  |
| 6    | Randy Orton ha sconfitto Carlito                                                                | Single match                                             | 8:41   |
| 7    | John Cena ha sconfitto Edge (c) (con Lita)                                                      | Tables, ladders and chairs match per il WWE Championship | 25:28  |